# Samuel Clarke

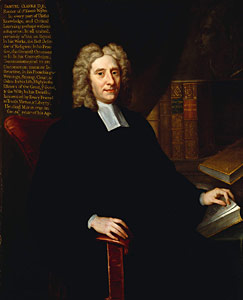
Samuel Clarke, retrato atribuido a Charles Jervas.

Samuel Clarke (Norwich, 11 de octubre de 1675 - Londres, 17 de mayo de 1729) fue un filósofo y teólogo inglés. En filosofía, se le considera la figura británica más importante entre John Locke y George Berkeley.
Fue hijo de Edward Clarke, concejal de la ciudad de Norwich y representante de la misma en el Parlamento. Fue educado en la Escuela Libre de Norwich y en el Colegio Caius, de la Universidad de Cambridge. La filosofía de René Descartes era el sistema dominante en la universidad; Clarke aportó al medio sus profundos conocimientos sobre el sistema de Isaac Newton, contribuyendo a su divulgación al publicar una versión en latín del Traité de physique de Jacques Rohault con comentarios, que Clarke escribió antes de cumplir los 22 años.
Entre 1715 y 1716 mantuvo una afamada correspondencia con el filósofo alemán Gottfried Leibniz, relativa a los principios de la filosofía natural y la religión, intercambio que se interrumpió abruptamente por la muerte de Leibniz.